# 马拉松 (电子游戏)
《马拉松》是由Bungie开发和发行的第一人称射击类游戏，于1994年12月在Apple Macintosh上发布。游戏发生在未来几个世纪的外太空，玩家将扮演一名安保人员，试图在一艘名为“马拉松”的殖民船上抵抗外星人的入侵。
《马拉松》与1995年和1996年发行的两款续集《马拉松2：杜兰达尔》和《马拉松：无限》被通称为马拉松三部曲。1996年，Bungie发布了《超级马拉松》，这是《马拉松》和《马拉松2》的移植版，在Apple Bandai Pippin游戏机上运行。 
Bungie于1999年发布《马拉松2》的源代码，后来，基于《马拉松2》引擎的开源增强版本Aleph One被开发出来。游戏资产本身由Bungie在2005年作为免费软件发布。

## 游戏操纵
游戏采用实时3D渲染，由不同高度和宽度的天花板和地板组成，所有这些都从第一人称视角观看。游戏中的所有表面都经过纹理映射并具有动态照明。玩家在一艘名为“马拉松”的大型殖民船上扮演一位无名安保人员，该船在火星的卫星Deimos建造。玩家通过键盘来控制角色的移动；他可以前后移动，左右转向、跳步回避。《马拉松》具有自由视角，允许玩家任意旋转角色视图。它是最早采用自由视角的电脑游戏之一，玩家能够在Z轴上移动准心。游戏的其它交互界面包括一张俯视视角地图、运动传感器，红色血条和蓝色氧气条。运动传感器通过红色三角和绿色方块指示敌人和玩家的位置。
玩家按顺序通过关卡，杀死敌方生物的同时避开众多障碍。虽然关卡是按固定顺序完成的，但许多关卡需要大量探索才能完成。玩家会遭遇黑暗狭窄的通道、掉落的天花板、有害熔融材料或致命冷却剂形成的坑、必须远程激活的门或平台，以及需要准确计算时间和速度才能完成的解谜关卡。某些关卡设计了低重力环境、无氧环境，或存在能够干扰玩家运动传感器的磁场。游戏没有采取流行的做法通过拾取物恢复生命值，而是通过激活放置在墙上的充电站来补充护盾和氧气。只要其中一个下降到零以下，角色就会死亡；死亡后，玩家在最近的检查点复活。玩家只能通过激活游戏中的外形分析设备存档。然而这些设备的数量相当有限，有些关卡甚至完全没有。
《马拉松》在当时的第一人称射击游戏中独树一帜，其详细而复杂的情节是游戏玩法和玩家进步的基础。游戏中放置在墙壁开口处的计算机终端是传递情节的主要手段。玩家访问终端与人工智能交互，后者提供有关玩家当前目标的信息。在大多数情况下，玩家必须使用特定的终端才能通过传送进入下一关卡。虽然有些关卡只要求玩家到达终点，但在其它关卡中，玩家必须先完成特定任务才能继续前进，例如取回特定物品、拨动开关、探索全部或部分地图、消灭所有外星生物，或保护人类角色居住的区域。一些终端不需要访问仍可完成游戏，但包含情节信息；比如工程文件、船员日记或船舶人工智能之间的对话。某些关卡设计了通常难以发现的隐藏终端，包括游戏设计师制作的复活节彩蛋信息。

### 引擎
《马拉松》的引擎，就像《星球大战：黑暗力量》中的绝地引擎一样，略优于Doom引擎，但不如Build引擎先进。与Build引擎一样，同样，玩家不能同时看到两个房间，它就能够在有限的房间中建造房间。然而，它缺乏镜子、倾斜的地板和天花板、可破坏的环境以及构建引擎提供的许多其他高级功能。

### 多人游戏
《马拉松》除了主要的单人战役部分，还制作了多人游戏模式——死亡竞赛，最多同时容纳八名玩家在局域网上进行游戏。一个用户（“收集者”）向其他玩家（“加入者”）的计算机发起游戏邀请。团队竞技或个人竞技，击杀计分、被击杀扣分；击杀/死亡率最高的玩家或团队赢得比赛。比赛在达到固定时间或固定击杀数后结束，由收集者在比赛前进行设置。
《马拉松》的游戏文件包含十个多人模式关卡，单人无法进入。这些关卡被设计为主要游戏环境有所区别，以及促使多人游戏更加流畅：整体关卡尺寸更小、区域更宽敞、门和平台更快、减少外星人数目、武器火力更强大、增加出生点、设计道具的布局以及移除外形分析设备和游戏终端。玩家被击杀后将在随机重生点立即重生，除非采集者启用了被杀或自杀惩罚，则玩家复活需要分别等待10秒或15秒。
多人模式是《马拉松》发售前最受期待的要素之一，它为《马拉松》赢得了Macworld游戏名人堂奖——1995年最佳网络游戏 。但首席设计师Jason Jones表示，《马拉松》可能会因为多人死亡竞赛的制作而推迟一个月发售，多人游戏部分的代码几乎完全由Alain Roy编写。据报道，他收到了一台Macintosh Quadra 660AV作为对他辛勤工作的褒奖。根据琼斯的说法，网络代码基于数据包，并使用数据报传递协议在每台机器之间传输信息。

## 故事情节
《马拉松》的故事发生在2794年的UNEC“马拉松”号上——一艘于火星卫星火卫二建造的大型地球殖民船。“马拉松”的任务是前往Tau Ceti星系并在其第四行星上建立一个殖民地。玩家的角色是一名被分配到“马拉松”号的无名安保人员。游戏叙事由电脑终端上的信息来推进，而终端机散布于整个地图。这些信息包括船员日志、历史文件和其他记录，但主要是玩家角色与三个人工智能（AI）的对话：Leela、Durandal和Tycho，它们负责驾驶与操控“马拉松”。
游戏开始时主角正乘坐从殖民地返回马拉松的航天飞机，同时一艘外星飞船开始发起攻击。玩家进入马拉松号，发现外星人使用电磁脉冲使船只大部分区域瘫痪。三个人工智能中只有Leela可以正常工作，她引导玩家对抗外星人并恢复其他AI和关键系统。 Leela得知Durandal（船上的另一名AI）在外星人进攻马拉松之前就与他们接触过。这个叫做S'pht的外星种族正被迫与类昆虫种族Pfhor战斗。 Leela很快发现Durandal在袭击之前已经变得癫狂，并且能够自由思考。Leela协助玩家关闭Durandal对马拉松主要系统的访问权限，同时向地球发送警告。但另一方面，Durandal让Pfhor派出更多部队攻击马拉松，最终绑架了玩家。Leela的求情令玩家得以获释，但同时被警告S'pht的袭击几乎摧毁了她的系统。玩家争分夺秒地在船上的工程室完成炸弹，希望它能迫使Pfhor和S'pht离开。但这种努力为时已晚，Leela被S'pht消灭，而Durandal接手，迫使玩家听从于它以维持生存。
Durandal派玩家修理船上的运输机，然后登陆Pfhor的船只。在与Pfhor战斗时，主角发现了一个庞大的机械生命体，Pfhor用它来控制S'pht，主角随即消灭了它。在Durandal的指令下，S'pht开始反抗Pfhor，战斗从他们的舰船蔓延到了马拉松号上。随着大部分来自Pfhor的威胁消失，Durandal宣布他打算将自己转移到S'pht控制的Pfhor船上，并与他们一起离开。作为临别礼物，Durandal透露Leela并未完全损毁，S'pht在离开前放松了对她的控制。随着外星飞船离开，主角与Leela合作清除了飞船上剩下的Pfhor，然后开始评估损坏。

## 市场反應
《马拉松》取得了商业上的成功，在《马拉松2》发布之前销量超过 100,000套。到1995年10月，它的销量最终超过了150,000。与《光环：战争进化》之前的所有Bungie游戏一样，到2002年，其终生销量下降到200,000 台以下。 
《Next Generation》对游戏的Macintosh版本进行了评测，将其评为4星（满分5星），表示“强烈推荐”。《MacUser》将《马拉松》评为 1995年最佳动作游戏，表现优于《毁灭战士2》。
1996年，《计算机游戏世界》将《马拉松》评为历史第64位最佳游戏。编辑们写道：“这场3D动作盛宴是所有Mac用户不断说‘DOOM what?’（玩什么《毁灭战士》？）的重要原因”。 

## 影响
游戏史研究者将《马拉松》视为Macintosh对PC游戏《毁灭战士》的回应，一款“第一人称射击杀手程序”(first person shooter killer app)。2012年，《时代》将其评选为一款历史百佳游戏。 
1996年，Bungie 完成了将《马拉松》移植到Apple短命的Pippin视频游戏机。该端口是作为《超级马拉松》的一部分发布的，这是《马拉松》和《马拉松2：杜兰达尔》的汇编，由Bandai而不是 Bungie 自己出版和发行。《超级马拉松》是 Bungie 开发的第一款主机游戏，早于Oni和光环：战争进化。
1999年，Bungie发布了《马拉松2》的源代码，使得对于《马拉松2》引擎的开源增强版本Aleph One的开发成为可能。虽然最初只有M1A1 （M2引擎的“游戏模组”）可用于游玩《马拉松》，但Aleph One最终获得了原生M1支持。Aleph One允许在现代版本的 Windows、macOS、Linux或其他平台上玩《马拉松》。它还将多人游戏扩展到通过TCP/IP在 Internet上工作。
2000年，Bungie被微软收购，光环系列的制作得到了财务支持，而马拉松系列中人工智能与士兵协同作战的理念被延续与传承。
2005年，Bungie将游戏三部曲免费发布。
2011年7月，基于Aleph One版本的《马拉松》上架iTunes App Store，适用于iPhone和iPad，游戏免费（App内购买）。